# Wolfenbüttel Ritter-Akademie

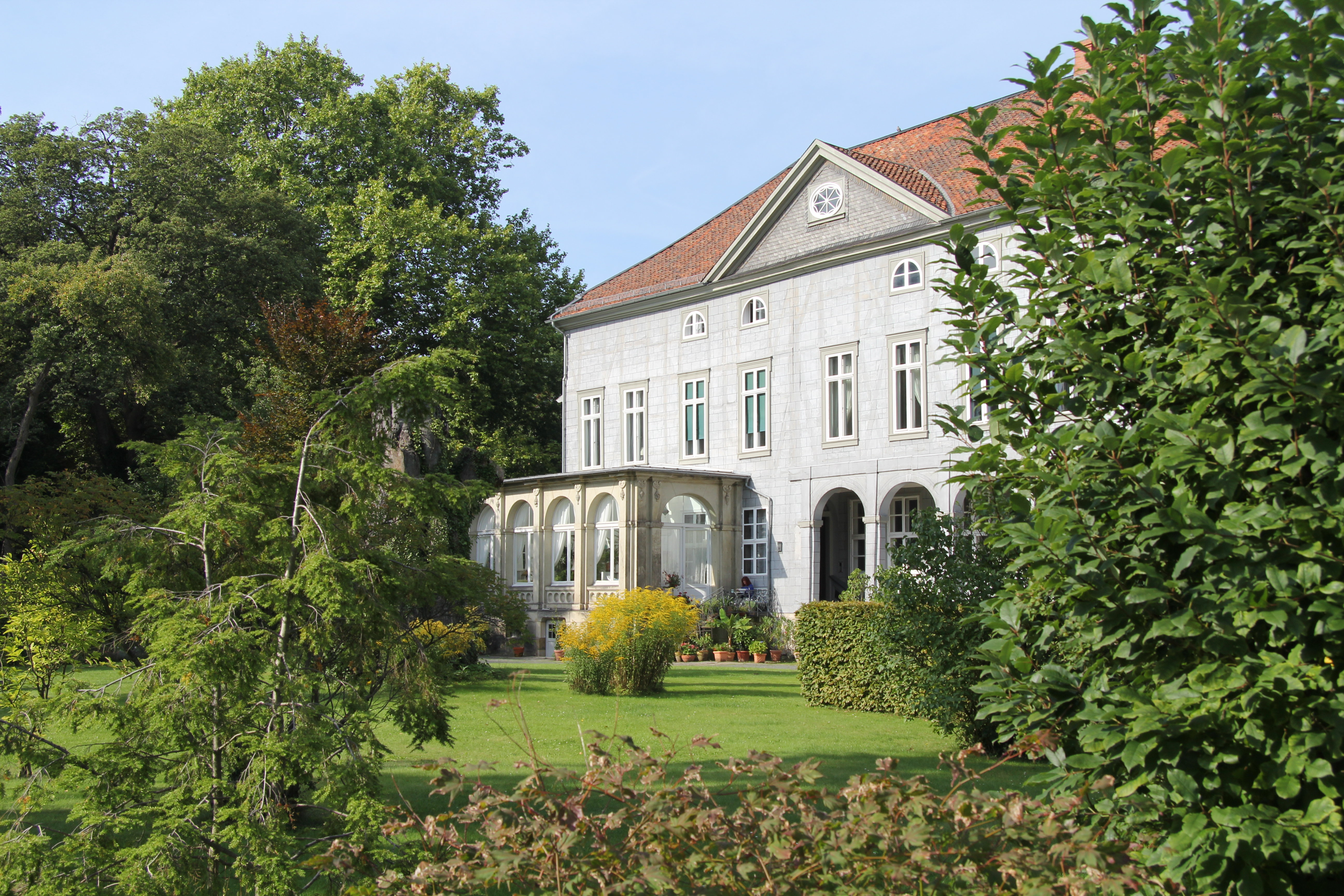
Il Kleine Schloss, sede della Ritterakademie a Wolfenbüttel

La Wolfenbüttel Ritter-Akademie (detta anche Academia Rudolph-Antoniana) era una Ritterakademie di sede a Wolfenbüttel nell'allora ducato di Brunswick-Wolfenbüttel, in Germania. 
L'accademia venne fondata il 18 luglio 1687 da Rodolfo Augusto e Antonio Ulrico, fratelli e co-reggenti del ducato di Brunswick-Wolfenbüttel. Essa ebbe la propria sede nel Kleines Schloss di Wolfenbüttel, proprio di fianco al castello di Wolfenbüttel ed alla Biblioteca del duca Augusto, da dove gli studenti avrebbero potuto attingere i volumi per i loro studi ma anche entrare in contatto con la vita di corte.
Nel corso dei suoi ventotto anni di esistenza passarono dall'accademia 331 alunni, tutti figli di signori, che si iscrivevano col loro stemma su un apposito registro. Tra questi si ricordano Peter Friedrich Arpe, Karl Friedrich Hieronymus von Münchhausen (il personaggio base che servì poi per la creazione del Barone di Münchhausen) ed Anton Wilhelm Amo (alunno 1717-1721; primo filosofo e studente universitario di colore al mondo). Gli alunni dell'accademia provenivano non solo dal ducato, ma anche da altri stati tedeschi o persino dall'estero; in particolare questi ultimi studenti venivano qui per imparare il tedesco.
Gli alunni avevano la possibilità di studiare teologia, legge, storia, matematica, meccanica, latino, italiano, francese, oltre ad apprendere come cavalcare, come saltare gli ostacoli a cavallo, come sparare e come danzare. Tra le materie opzionali venivano insegnati inglese e spagnolo. Gottfried Wilhelm Leibniz venne lodato qui dai suoi professori per gli alti profitti scolastici. Tra i professori più noti si contano gli architetti e matematici Johann Balthasar Lauterbach (1663−1694) e Leonhard Christoph Sturm (1669−1719). L'accademia venne infine chiusa nel 1715.